# انباق سرخای (اهر)
انباق سرخای یکی از روستاهای استان آذربایجان شرقی است که در دهستان قشلاق بخش مرکزی شهرستان اهر واقع شده‌است.این روستا ۳۲ نفر جمعیت دارد.